# Archikatedra św. Jana Ewangelisty w Besançon
Archikatedra św. Jana Ewangelisty (fr. Cathédrale Saint-Jean) – rzymskokatolicka, zabytkowa archikatedra we francuskim mieście Besançon, w regionie Burgundia-Franche-Comté, przy Rue de la Convention.

## Historia
Pierwszy kościół na miejscu obecnej archikatedry wzniesiono w IV wieku. Niszczejąca budowla została zrestaurowana w XI wieku przez biskupa Huguesa I de Salins. Z tego obiektu dziś nic nie zostało. W okresie średniowiecza miasto posiadało dwie katedry: św. Jana Ewangelisty oraz nieistniejącą już katedrę św. Szczepana. Kanonicy z obu świątyń rywalizowali ze sobą. Konflikt zakończył ówczesny papież, Kalikst II, który pozbawił katedrę św. Szczepana kapituły. Biskup Anséri znacząco rozbudował świątynię w XII wieku. W 1729 roku zawaliła się empora katedry. Odbudowano ją w stylu barokowym. W latach 2017–2020 archikatedra była remontowana oraz konserwowana.

## Architektura
Świątynia gotycka, posiada barokowe zdobienia. Trójnawowa z układem bazylikowym.

## Galeria

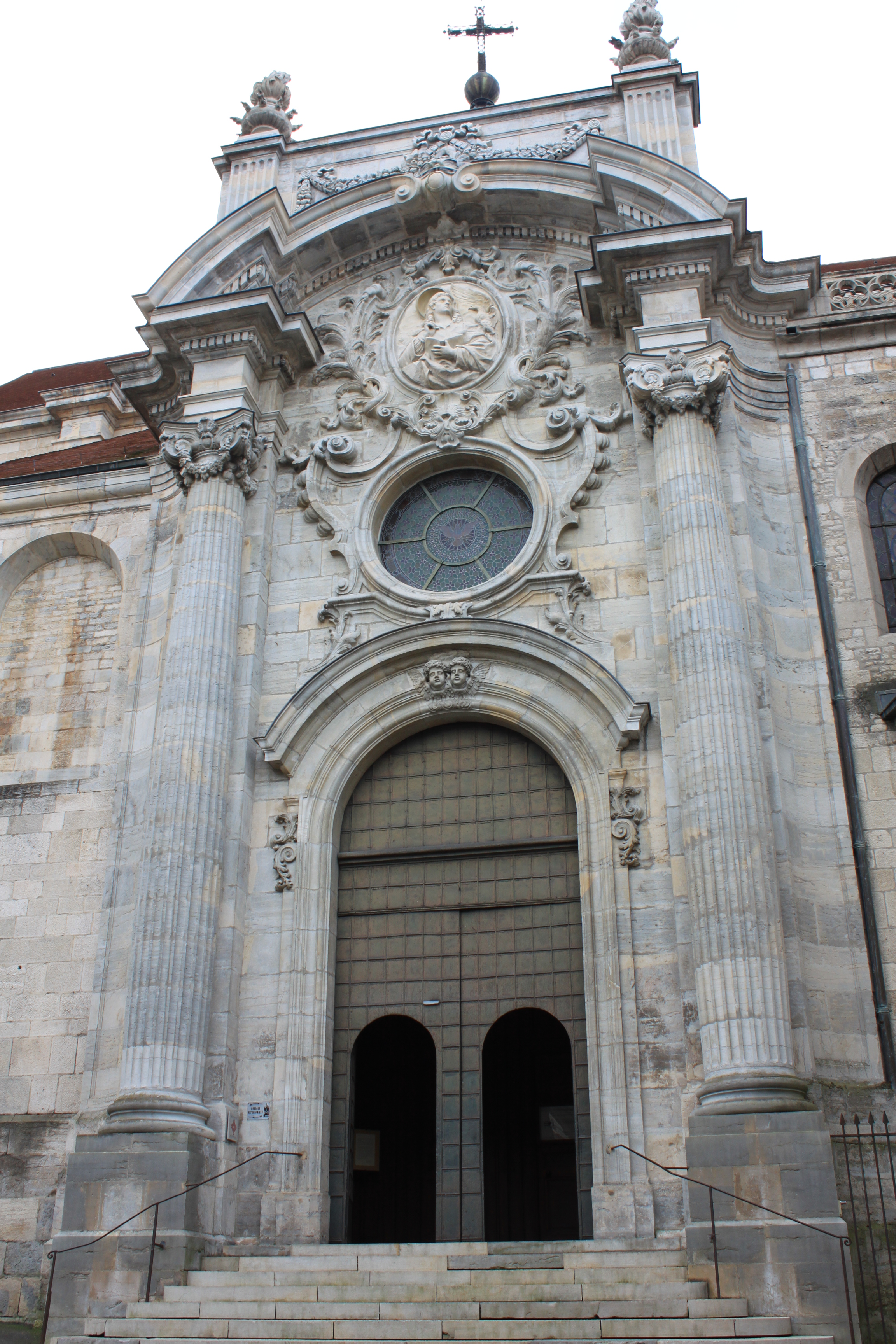
Wejście do archikatedry
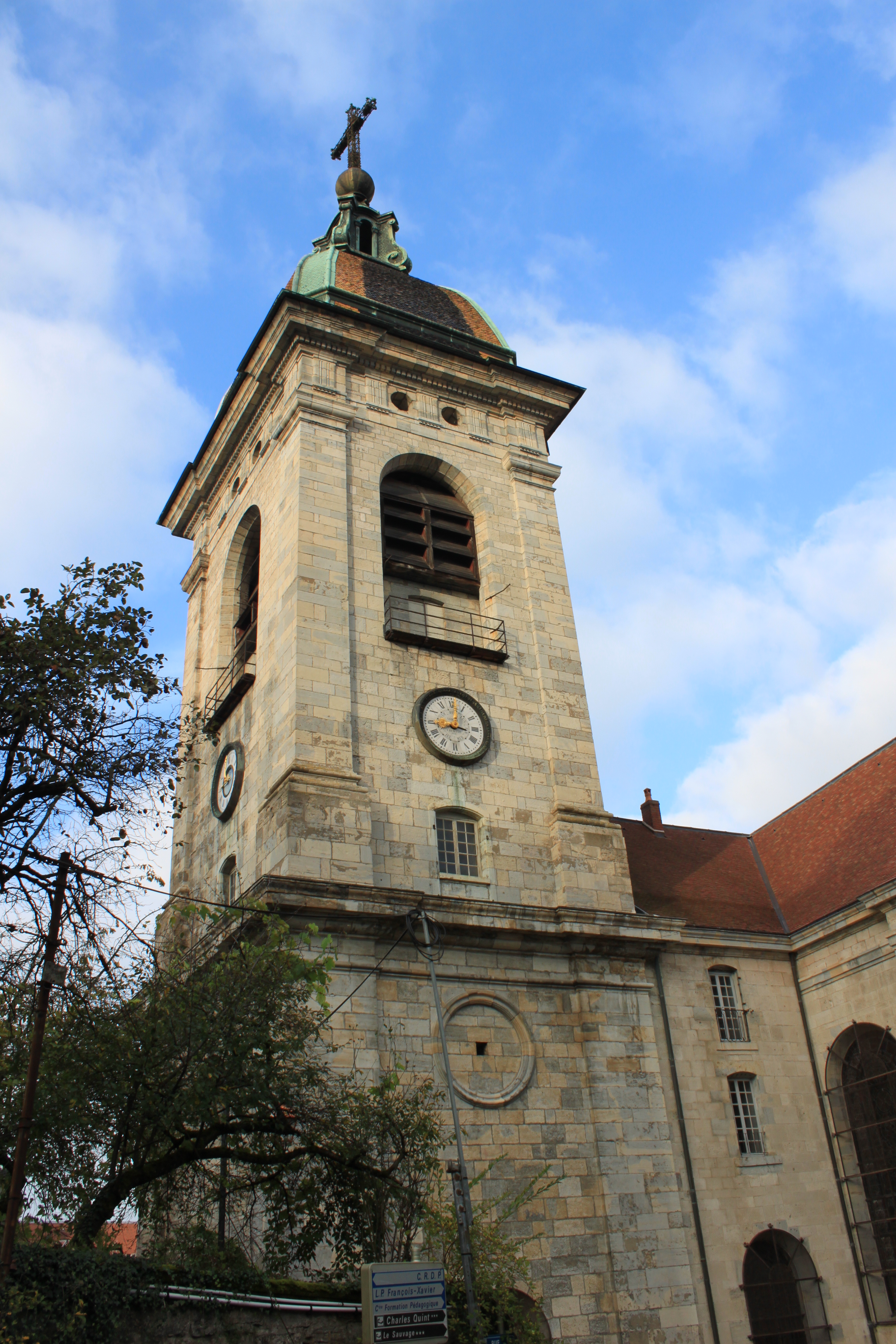
Wieża
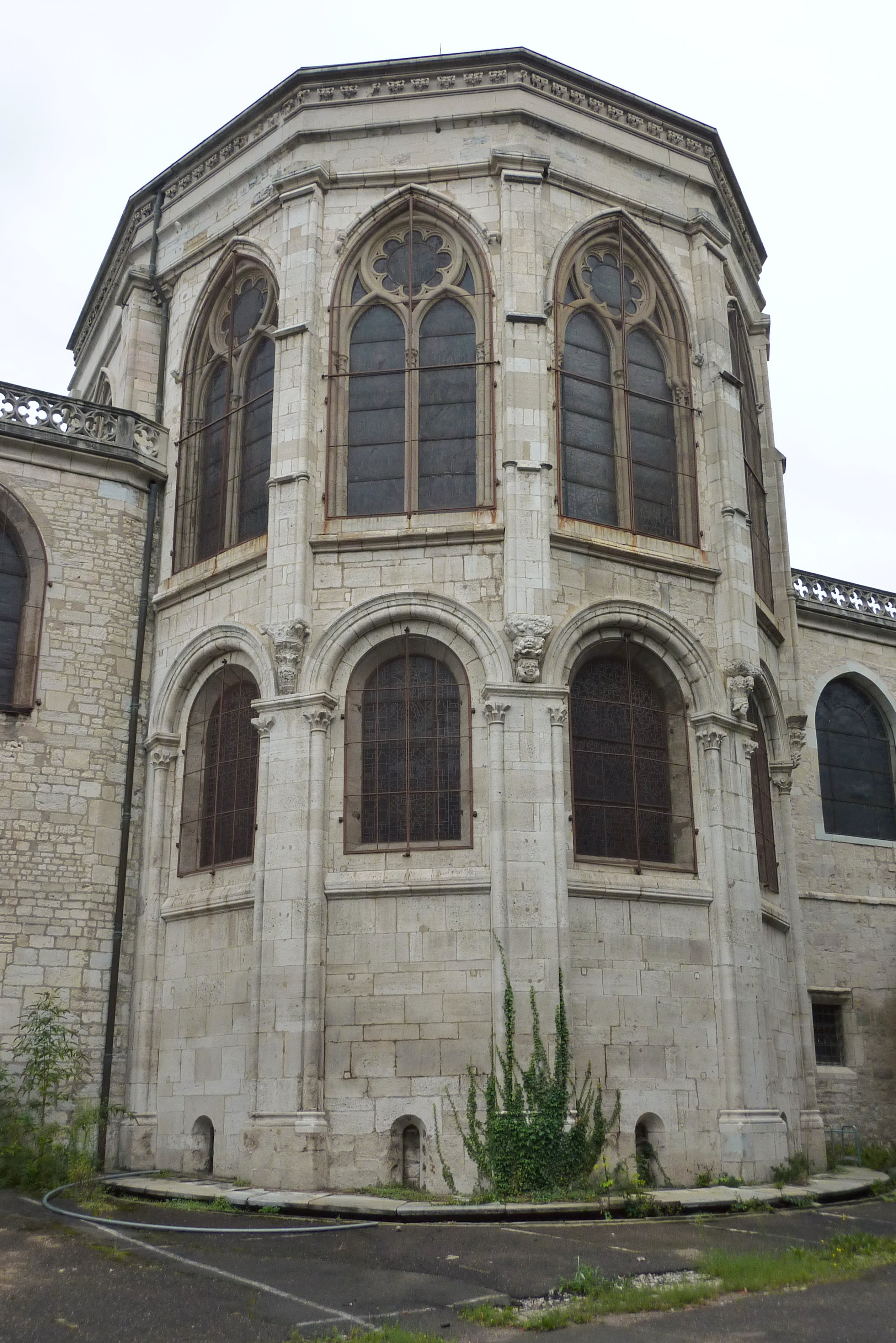
Apsyda
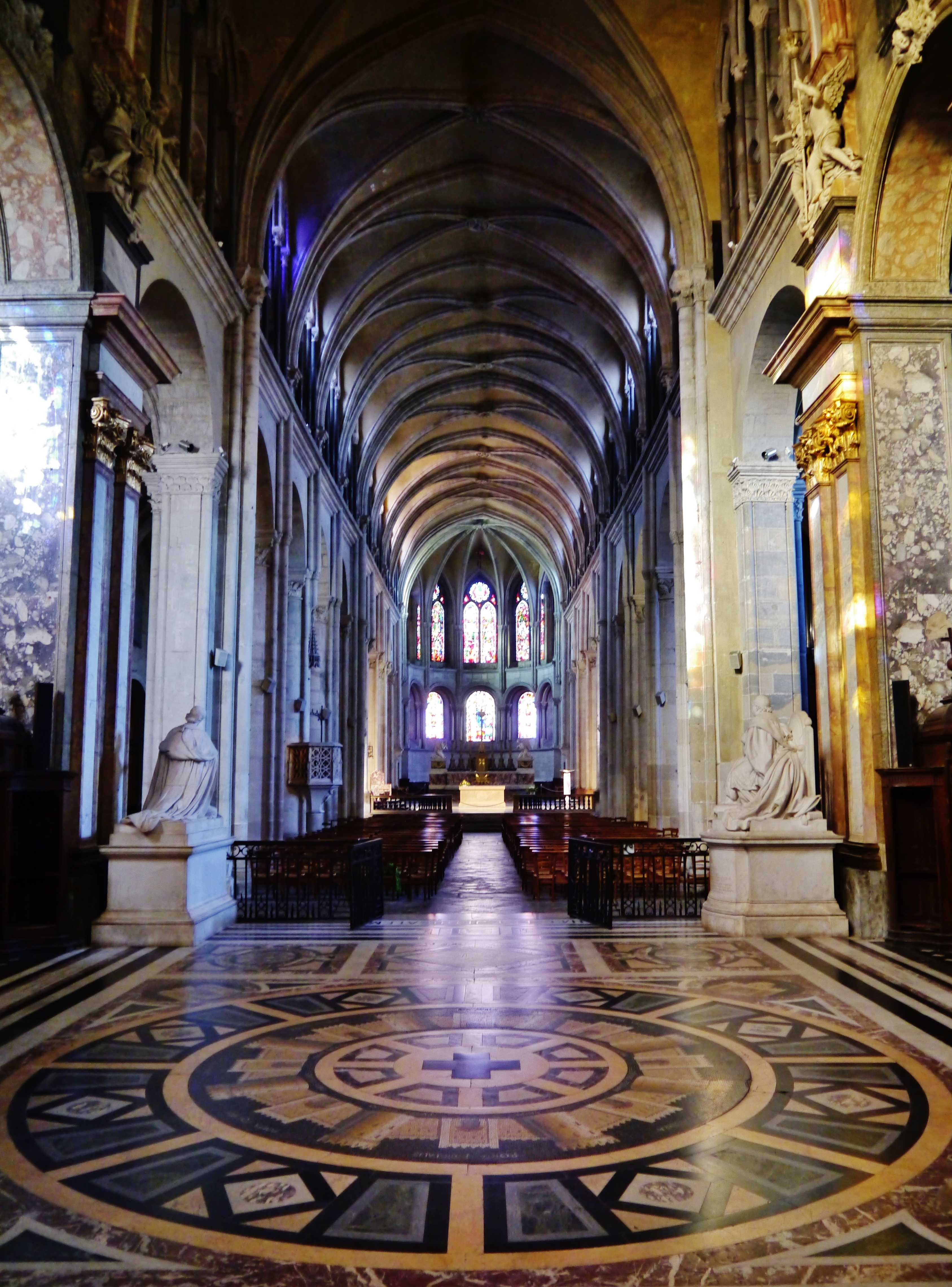
Wnętrze
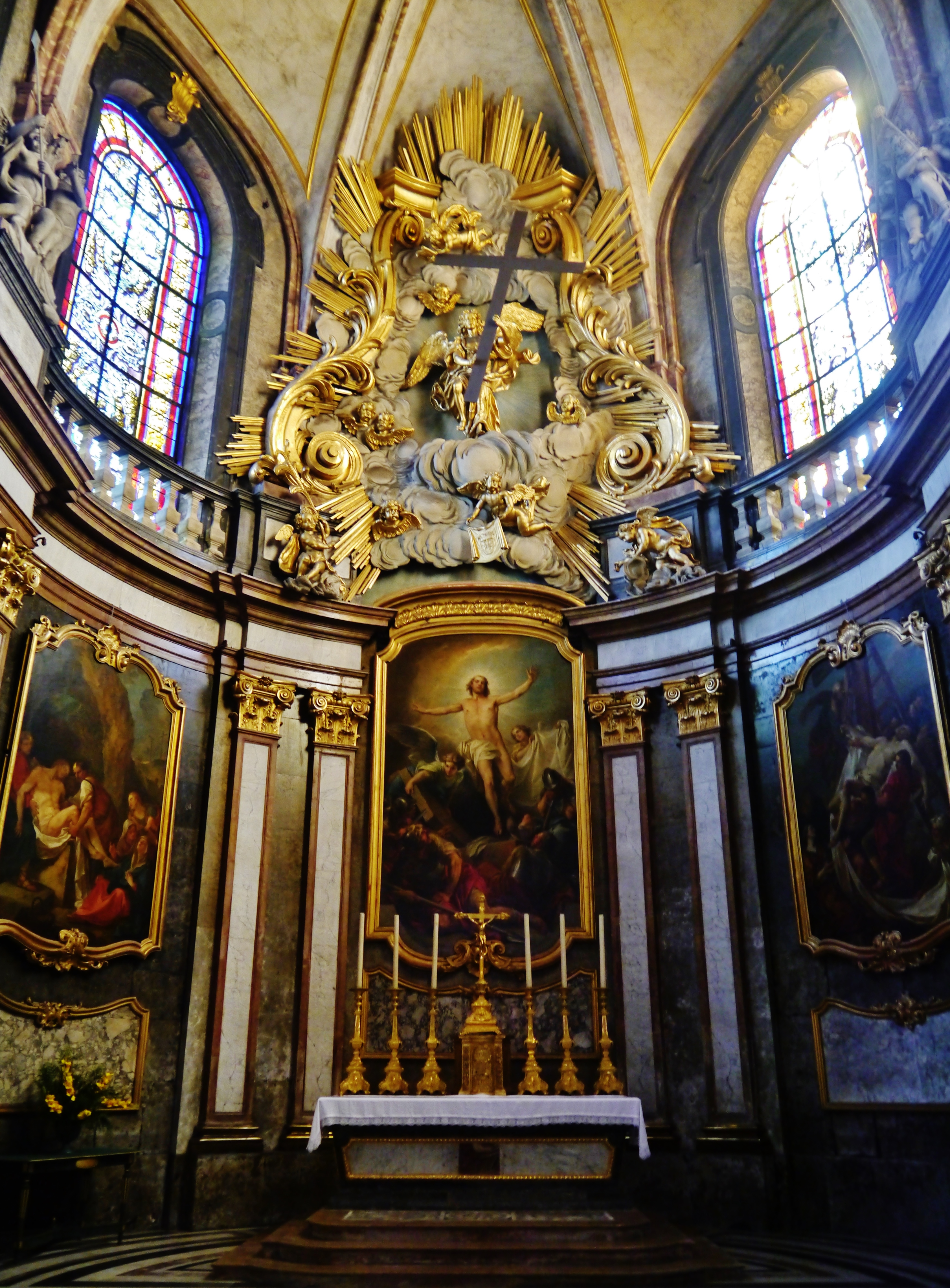
Ołtarz główny